# Guerra di Boemia
La guerra di Boemia ebbe inizio quando il regno di Boemia fu invaso dalla truppe del regno d'Ungheria guidate dal re Mattia Corvino. L'invasione avvenne con il pretesto di riportare la Boemia al cattolicesimo. A quel tempo infatti su quest'ultima regnava il re hussita Giorgio di Poděbrady. L'invasione di Corvino ebbe ampio successo, conducendo all'acquisizione della parte meridionale e occidentale del paese. Il nucleo comunque della Boemia, con al centro la città di Praga, non fu mai conquistato. Alla fine sia Mattia Corvino che Giorgio di Poděbrady si proclamarono re di Boemia, sebbene nessuno dei due avesse acquisito i necessari titoli subordinati. Quando, nel 1471, Poděbrad morì, il suo successore Ladislao II di Boemia continuò a combattere contro Corvino. Nel 1478 la Guerra ebbe termine con il trattato di Brno cui seguì la pace di Olomouc. Quando Mattia Corvino morì, nel 1490, Ladislao gli successe sui troni di Boemia e Ungheria.

## Contesto
All'inizio del suo regno, Mattia continuò la politica del padre János Hunyadi nella difesa dell'Ungheria, il "baluardo del cristianesimo" contro i Turchi. Conducendo una campagna militare ogni anno, si rese conto che nel tardo XV secolo non era più possibile cacciare gli ottomani dall'Europa.
Afflitto dai pesanti costi dovuti al fatto di essere confinante con il Sultano e irritato dai suoi vicini cristiani, come l'Imperatore del Sacro Romano Impero Federico III, che spesso interferiva in Ungheria approfittando della sua assenza nelle campagne contro i turchi, Mattia Corvino prese la decisione radicale di accordarsi con i turchi, consentendogli così di volgersi verso ovest.

## La guerra
Nel 1468 Mattia iniziò una guerra in Boemia, con il pretesto di restituire questa terra al cattolicesimo. Giorgio di Poděbrady, l'allora re di Boemia, che in passato aveva protetto Mattia, aveva seguito un progetto troppo allettante allorché si era inimicato due papi e si era alienato le simpatie di gran parte dei vicini paesi cattolici.
Mattia occupò Moravia e Slesia sottraendole a Poděbrad e si proclamò re di Boemia, tuttavia non riuscì a togliere Praga agli ussiti. La guerra proseguì con il successore di Poděbrad, Ladislao II, finché quest'ultimo fu costretto nel 1478 a riconoscere le conquiste di Mattia con il trattato di Brno, che fu confermato poco dopo dalla pace di Olomouc.
Mattia Corvino morì nel 1490 e gli successe Ladislao II come re sia di Boemia che di Ungheria.